# Poznański Szlak Forteczny
Poznański Szlak Forteczny – szlak turystyczny, biegnący przez kilkadziesiąt obiektów Twierdzy Poznań, które pochodzą z XIX i początku XX wieku. 

## Historia
Szlak rozpoczął funkcjonowanie w styczniu 2016 roku. W skład szlaku wchodzą zarówno obiekty twierdzy poligonalnej (położone w centrum miasta), twierdzy fortowej (otaczające miasto) oraz obiekty uzupełniające twierdzę fortową (np. hala sterowcowa na Winiarach).
Poznański Szlak Forteczny powstał z inicjatywy Porozumienie dla Twierdzy Poznań i Zespołu ds. fortyfikacji poznańskich Urzędu Miasta Poznania. Wzdłuż szlaku zostało ulokowanych 40 tablic informacyjnych, które dodatkowo wyposażone są w kod QR. Koszt postawienia tablic oraz utworzenie strony internetowej wyniósł 100 tys. złotych.  
Poznański Szlak Forteczny powstał w ramach poznańskiego budżetu obywatelskiego 2015 i sfinansowany został z projektu „Ratowanie Sieci Fortów Poznańskich”.

## Wykaz obiektów
Opracowano na podstawie materiału źródłowego.

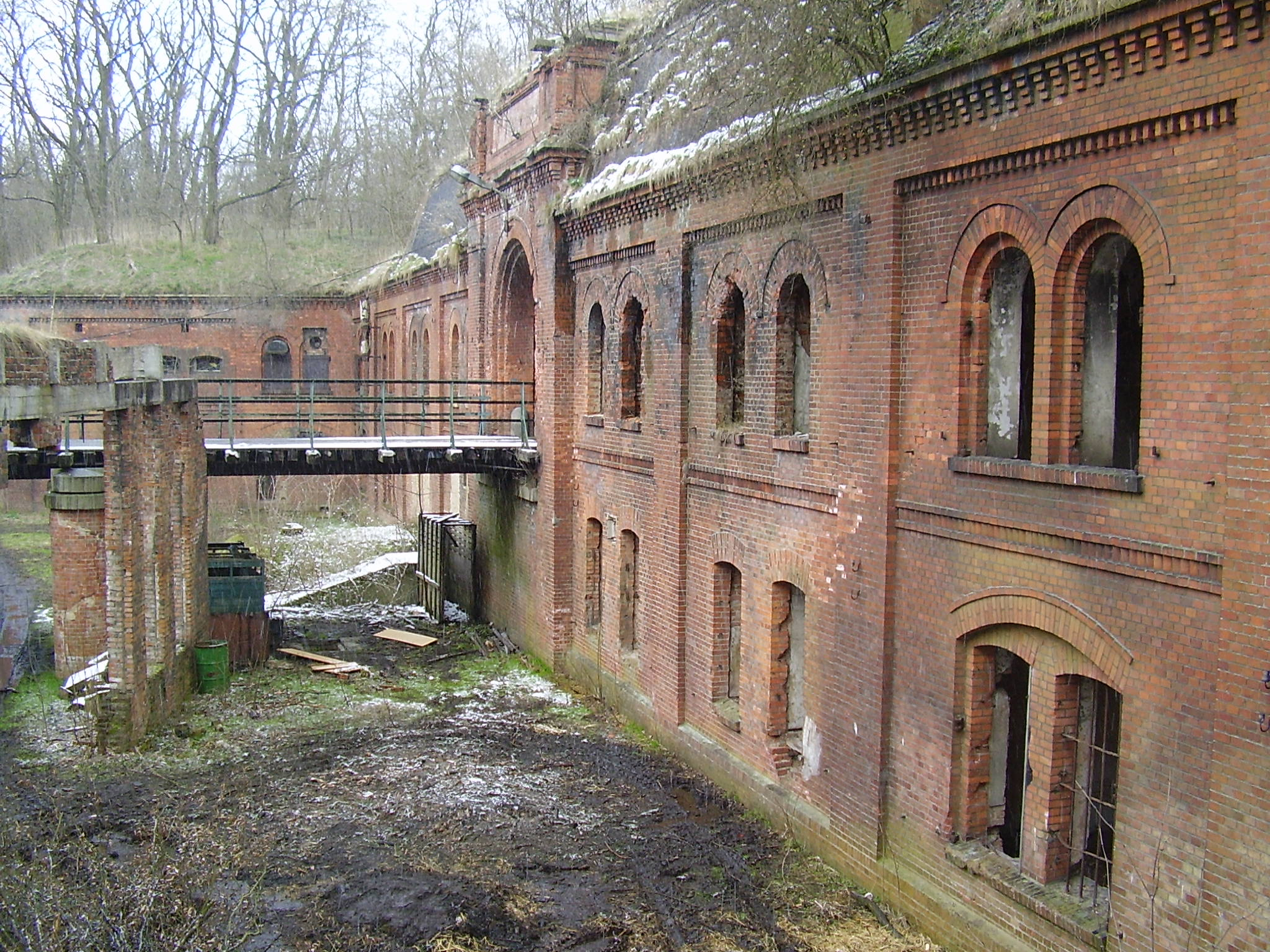
Fort III na terenie Nowego Zoo

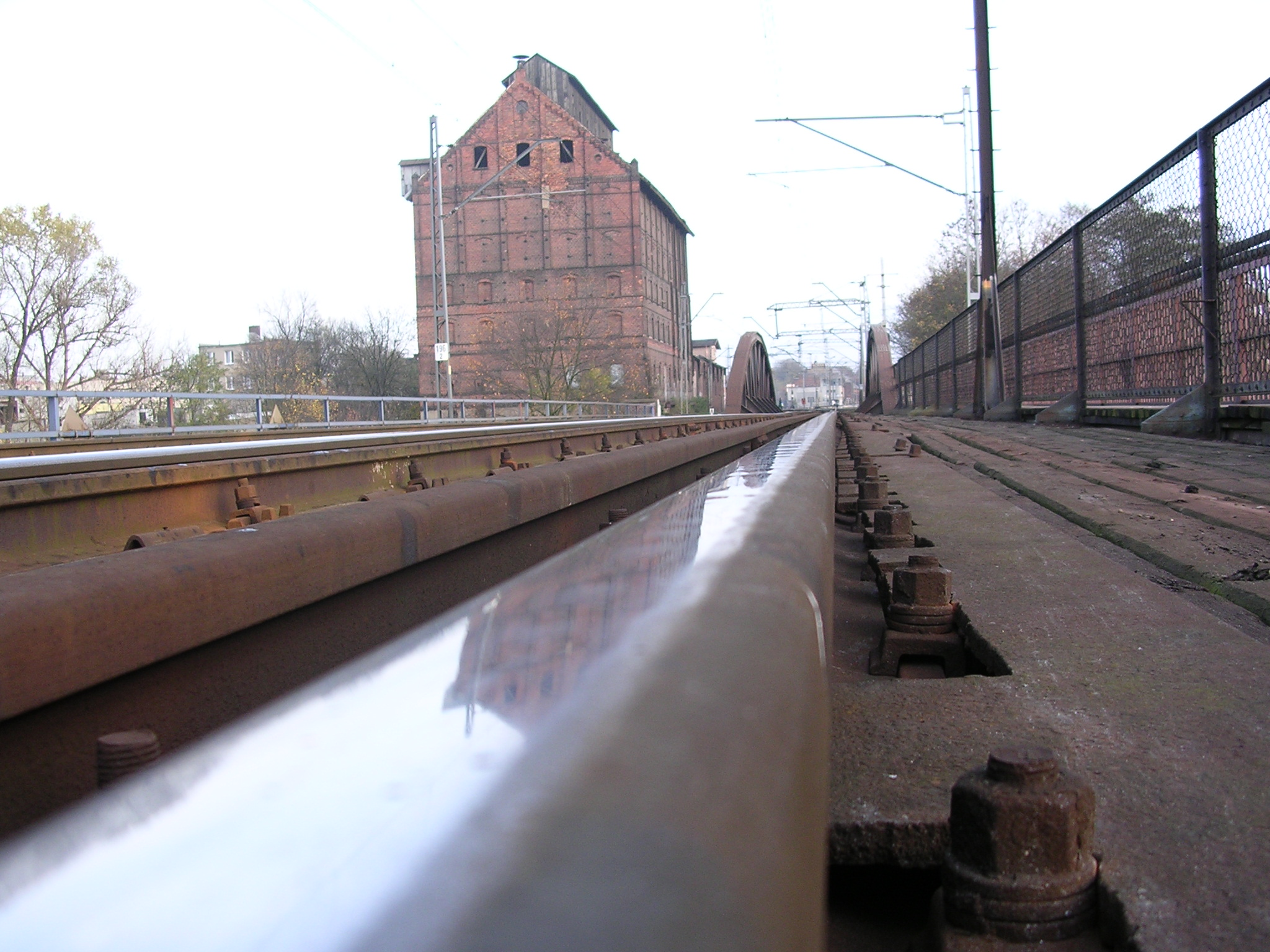
Most Dębiński

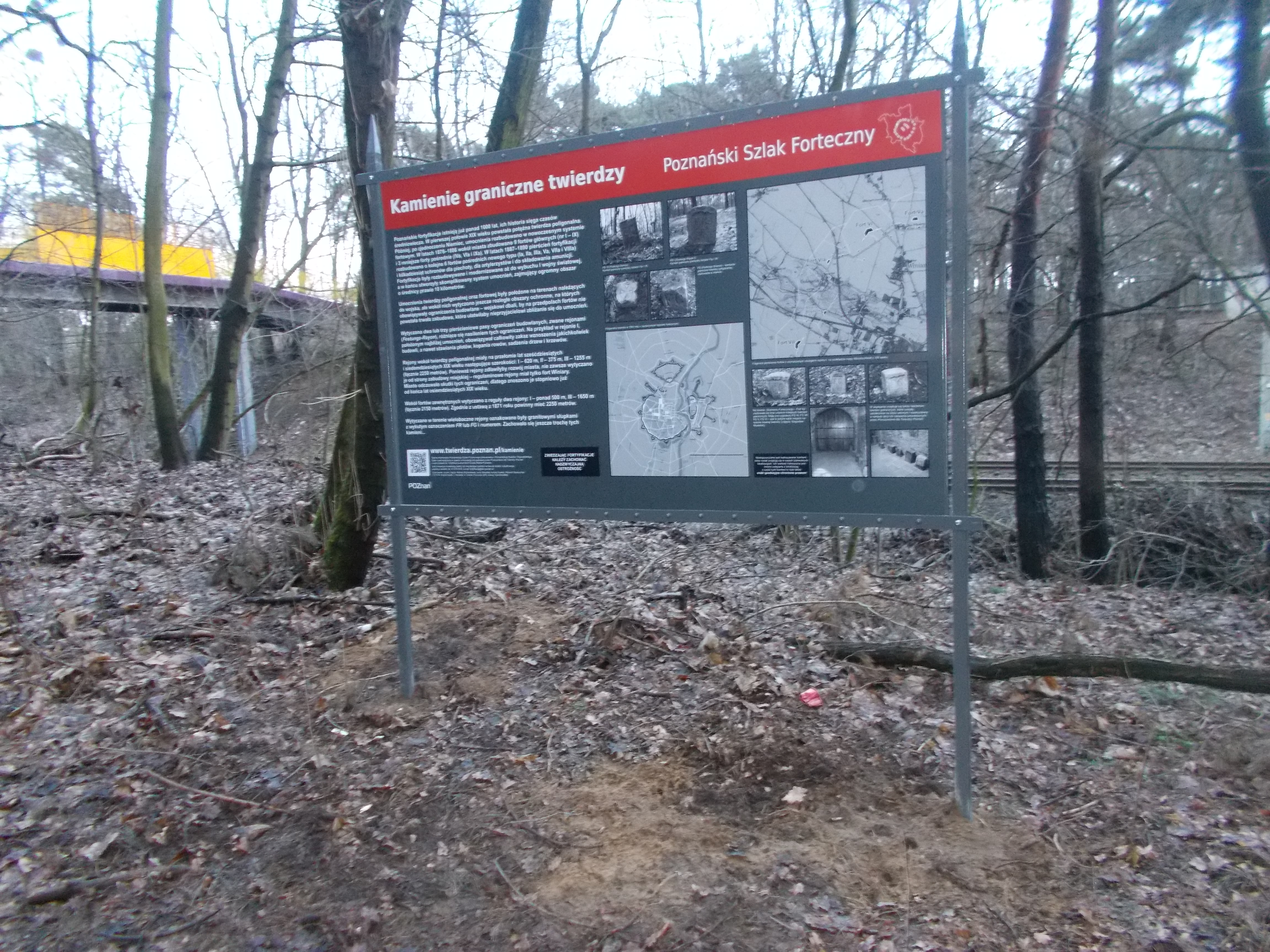
Tablica informacyjna – kamienie graniczne, w pobliżu jeziora Rusałka

### Obiekty twierdzy poligonalnej
1. Bastion IV Colomb;
2. Fort Winiary;
3. Śluza Katedralna (Dom Schleuse);
4. Śluza Cybińska (Cybina Schleuse).

### Obiekty twierdzy fortowej
1. Działobitnia nad Bogdanką;
2. Fort I;
3. Fort Ia;
4. Fort II;
5. Fort IIa;
6. Fort III;
7. Fort IIIa;
8. Fort IV;
9. Fort IVa;
10. Fort V;
11. Fort Va;
12. Fort VI;
13. Fort VIa;
14. Fort VII;
15. Fort VIIa;
16. Fort VIII;
17. Fort VIIIa;
18. Fort IX;
19. Fort IXa;
20. jaz zalewowy na Cybinie koło Białej Góry;
21. obronny most kolejowy pomiędzy Dębiną a Starołęką (Most Dębiński);
22. punkt oporu na Miłostowie;
23. schrony na Dębinie;
24. schron piechoty twierdzy Poznań (przy ulicy Babimojskiej);
25. strzelnica piechoty przy ulicy Chemicznej.

#### Elementy twierdzy fortowej
1. drogi Twierdzy Poznań;
2. hala sterowcowa;
3. kamienie graniczne Twierdzy Poznań;
4. zadrzewienia Twierdzy Poznań.